# 稲垣貴大
稲垣 貴大（いながき たかひろ、1996年6月23日 - ）は、中国放送（RCC）のアナウンサー。愛知県西尾市出身。
2020年9月26日放送のabnステーションにて翌10月1日付で山岡秀喜の後任としてテレビ朝日報道局への出向を発表した。2021年10月1日付で復帰。
2025年5月31日で退職し、広島県の放送局に移籍することを、本人が公式Instagramで公表した。その後、6月1日付で中国放送（テレビはTBS系列。ラジオはJRN・NRNクロスネット）に移籍した。

## 現在の担当番組
テレビ
- JNNニュース・報道特集・Nスタ（ローカルニュース枠）

ラジオ
- 中国新聞ニュース（シフト勤務）
- Veryカープ! RCCカープナイター／カープデーゲーム中継（ベンチリポート）

## 過去の担当番組
- いいね!信州スゴヂカラ（不定期リポーター・ナレーター）
- 駅テレマルシェ（2021年10月9日 - 2022年3月26日、2022年10月8日 - ）
  - 隔週サブMC（2021年10月9日 - 2022年3月26日）
  - サブMC（2022年10月8日 - ）
- スポーツ中継（高校野球、バスケットボール、バレーボール）
- abnニュース&天気予報
- 駅前テレビ（中継レポーター）
- abnステーション（2019年10月 - 2020年9月、2021年10月4日 - 2023年3月29日）
  - 月曜キャスター（2019年10月 - 2020年9月）
  - 月曜 - 木曜キャスター（2021年10月4日 - 2022年9月30日）
  - 月曜 - 水曜キャスター（2022年10月4日 - 2023年3月29日）